# 태양의 도시
《태양의 도시》는 2015년 1월 30일부터 2015년 4월 7일까지 MBC 드라마넷에서 방영된 드라마이다.

## 등장 인물

### 주요 인물
- 김준 : 강태양 역
- 정민 : 소우진 역
- 정주연 : 소혜진 역
- 송채윤 : 한지수 역
- 김성경 : 윤선희 역

### 그외 인물들
- 임대호 : 박윤식 역
- 정한용 : 배명제 역
- 윤승원 : 소 회장 역
- 손민석 : 깡다구박 역
- 배진웅 : 진웅 역
- 서지연 : 소은진 역
- 이희석 : 최대운 역
- 하윤희 : 최윤희(최기자) 역
- 다비 : 조민주 역
- 안상태
- 김덕현
- 유필란
- 이현웅
- 서진원
- 조선묵
- 허성태 : 형사 역
- 김준구
- 노수성
- 한지은

## 시청률
| 회차 | 방송일자        | 부제                                                             | AGB 닐슨 시청률 |
| ---- | --------------- | ---------------------------------------------------------------- | --------------- |
| 1화  | 2015년 1월 30일 | 강태양 복수를 꿈꾸다                                             | -               |
| 2화  | 2015년 1월 31일 | 강태양 엇갈린 사랑이 시작되다                                    | 0.683%          |
| 3화  | 2015년 2월 6일  | 강태양 부실공사와 마주하다!!                                     | -               |
| 4화  | 2015년 2월 7일  | 강태양, 건설 관행에 대항하다!!                                   | -               |
| 5화  | 2015년 2월 13일 | 강태양, 건설 인생 최대의 난관에 부딪치다!!                       | -               |
| 6화  | 2015년 2월 14일 | 강태양, 을의 반격이 시작되다!!                                   | -               |
| 7화  | 2015년 2월 20일 | 강태양, 윤선희를 만나다                                          | -               |
| 8화  | 2015년 2월 21일 | 강태양 해고 당하다!!                                             | -               |
| 9화  | 2015년 2월 27일 | 강태양의 맑은건설이 설립되다!!                                   | -               |
| 10화 | 2015년 2월 28일 | 강태양, 반값 아파트를 실현하다!!                                 | 0.621%          |
| 특집 | 2015년 3월 6일  | 태양의도시 중간결산                                              | -               |
| 11화 | 2015년 3월 7일  | 반값아파트 만들어질 수 있을까?!!                                 | -               |
| 12화 | 2015년 3월 13일 | 강태양 어머니를 구하기 위해 불구덩이로 뛰어들다!!                | 0.494%          |
| 13화 | 2015년 3월 14일 | 갑의 횡포 동영상, 세상에 공개되다!!                              | -               |
| 14화 | 2015년 3월 20일 | 갑의 횡포를 응징하다!!                                           | -               |
| 15화 | 2015년 3월 21일 | 역사상 최대 건설규모인 벽란도 프로젝트에 태양의 모든 것을 걸다!! | -               |
| 16화 | 2015년 4월 7일  | 최종회                                                           | -               |